# Пшеничный, Александр Андреевич
Александр Андреевич Пшеничный (15 октября 1928, Скотоватая — 3 сентября 1997, Москва) — советский государственный и хозяйственный деятель, Герой Социалистического Труда.

## Биография
Родился в 1928 году в селе Скотоватая Авдеевского района Сталинского округа Украинской ССР, ныне — посёлок Верхнеторецкое Донецкой Народной Республики (Российская Федерация). Из семьи потомственного горняка. Украинец.
С 1944 года — на работе в угольной промышленности.
В 1944—1991 годах: 
- крепильщик, монтажник, инженер,
- заместитель главного инженера, главный инженер проходки,
- директор шахты «Бутовская-Глубокая» Министерства строительства предприятий угольной промышленности Украинской ССР,
- управляющий трестом «Донецкшахтопроходка»,
- директор института ВНИИОМШС (г. Харьков),
- заместитель, первый заместитель Министра угольной промышленности СССР.

Указом Президиума Верховного Совета СССР от 26 апреля 1957 года присвоено звание Героя Социалистического Труда с вручением ордена Ленина и золотой медали «Серп и Молот».
Делегат XXIV съезда КПСС.
Умер в Москве в 1997 году.